# Annaberg-Lungötz
Annaberg-Lungötz (fino al 1991 Annaberg im Lammertal) è un comune austriaco di 2 223 abitanti nel distretto di Hallein, nel Salisburghese.